# Franco Zucchi (canottiere)
Franco Zucchi (Lecco, 16 dicembre 1965) è un ex canottiere italiano.

## Biografia
Nato a Lecco nel 1965, è figlio di Giovanni Zucchi, anche lui canottiere, bronzo olimpico nel quattro con a Roma 1960 e partecipante ai Giochi da Melbourne 1956 a Tokyo 1964, morto nel 2021.
Tesserato per la Canottieri Moto Guzzi di Mandello del Lario, nel 1987 ha ottenuto le prime medaglie a livello internazionale, conquistando un argento nel quattro con alle Universiadi di Zagabria, chiudendo in 6'38"75, dietro solo alla Romania, insieme a Carrando, Maurogiovanni, Miccoli e Suarez, ma soprattutto un bronzo ai Mondiali di Copenaghen, nell'otto, con il tempo di 6'03"61, dietro a Stati Uniti e Germania Est, in squadra con Baldacci, Bollati, Bulgarelli, Carletto, Di Palo, Miccoli, Venier e il timoniere Trisciani.
A 22 anni ha partecipato ai Giochi olimpici di Seul 1988, nell'otto, con Baldacci, Bulgarelli, Carletto, Di Palo, Gaeta, Suarez, Venier e il timoniere Lucchetta, arrivando quarto in semifinale in 5'43"11 dietro a Unione Sovietica (unica qualificata diretta per la finale, poi argento), Canada e Gran Bretagna, non riuscendo a raggiungere la finale A neanche al ripescaggio, chiuso in terza posizione con il tempo di 5'39"86 dietro alle qualificate Stati Uniti, poi bronzo, e di nuovo Canada. Nella finale B ha poi terminato primo (settimo totale, considerando i sei equipaggi della finale A), in 5'41"15.
L'anno successivo si è portato a casa un'altra medaglia dalle Universiadi, questa volta un oro, a Duisburg 1989 nell'otto, vinto davanti a Unione Sovietica e Germania Ovest.
Nel 1991 è stato invece argento ai Giochi del Mediterraneo di Atene, nel due senza insieme ad Andrea Gavazzi, chiudendo con il tempo di 6'52"40 dietro alla sola Francia.
Nello stesso 1991 e nel 1995 è stato di scena di nuovo ai Mondiali, rispettivamente a Vienna e Tampere, in entrambi i casi non arrivando in finale A, arrivando terzo in finale B nel primo caso, con il crono di 5'57"80, primo nel secondo caso, in 6'04"38.
Otto anni dopo la prima partecipazione, a 30 anni ha preso di nuovo parte alle Olimpiadi, quelle di Atlanta 1996, ancora nell'otto, in squadra con Abbagnale, Blanda, Carboncini, Casanova, La Mura, Mattei, Trombetta e il timoniere Di Palma, arrivando quinto in semifinale in 5'54"59 dietro a Stati Uniti (unici qualificati diretti per la finale), Germania, poi argento, Russia, poi bronzo, e Romania, non riuscendo nemmeno in questo caso a raggiungere la finale A, chiudendo il ripescaggio in quarta posizione con il tempo di 5'34"40 dietro alle qualificate Canada e di nuovo Russia, e alla Gran Bretagna. Nella finale B ha poi terminato terzo (nono totale, considerando i sei equipaggi della finale A), in 5'41"95.
Dopo il ritiro è rimasto nel mondo del canottaggio come direttore sportivo e allenatore nella sua Canottieri Moto Guzzi.

## Palmarès

### Campionati mondiali
- 1 medaglia:
  - 1 bronzo (Otto a Copenaghen 1987)

### Giochi del Mediterraneo
- 1 medaglia:
  - 1 argento (Due senza ad Atene 1991)

### Universiadi
- 2 medaglie:
  - 1 oro (Otto a Duisburg 1989)
  - 1 argento (Quattro con a Zagabria 1987)